# Sant'Agnese fuori le mura (titolo cardinalizio)
Sant'Agnese fuori le mura (in latino: Titulus Sanctæ Agnetis extra mœnia) è un titolo cardinalizio istituito da papa Innocenzo X il 5 ottobre 1654 con il breve Hodie in consistorio, per sostituire quello di Sant'Agnese in Agone, da lui soppresso per ragioni familiari. Il titolo insiste sulla basilica di Sant'Agnese fuori le mura.
Dal 28 giugno 1991 il titolare è il cardinale Camillo Ruini, presidente emerito della Commissione internazionale di inchiesta su Međugorje.

## Titolari
Si omettono i periodi di titolo vacante non superiori ai 2 anni o non storicamente accertati.
- Baccio Aldobrandini (5 ottobre 1654 - 1º aprile 1658 nominato cardinale presbitero dei Santi Nereo e Achilleo)
- Girolamo Farnese (6 maggio 1658 - 18 febbraio 1668 deceduto)
- Vitaliano Visconti (18 marzo 1669 - 7 settembre 1671 deceduto)
- Federico IV Borromeo (8 agosto 1672 - 18 febbraio 1673 deceduto)
  - Titolo vacante (1673 - 1690)
- Toussaint de Forbin-Janson (10 luglio 1690 - 28 settembre 1693 nominato cardinale presbitero di San Callisto)
- Giambattista Spinola (20 febbraio 1696 - 7 aprile 1698 nominato cardinale presbitero di Santa Maria in Trastevere)
  - Titolo vacante (1698 - 1706)
- Rannuzio Pallavicino (25 giugno 1706 - 30 giugno 1712 deceduto)
  - Titolo vacante (1712 - 1721)
- Giorgio Spinola (20 gennaio 1721 - 15 dicembre 1734 nominato cardinale presbitero di Santa Maria in Trastevere)
- Serafino Cenci (27 giugno 1735 - 24 giugno 1740 deceduto)
- Filippo Maria de Monti (23 settembre 1743 - 10 aprile 1747 nominato cardinale presbitero di Santo Stefano al Monte Celio)
- Frédéric-Jérôme de La Rochefoucauld (15 maggio 1747 - 29 aprile 1757 deceduto)
- Étienne-René Potier de Gesvres (2 agosto 1758 - 24 luglio 1774 deceduto)
  - Titolo vacante (1774 - 1778)
- Luigi Valenti Gonzaga (30 marzo 1778 - 29 novembre 1790 nominato cardinale presbitero dei Santi Nereo e Achilleo)
  - Titolo vacante (1790 - 1802)
- Giuseppe Maria Spina (24 maggio 1802 - 21 febbraio 1820 nominato cardinale vescovo di Palestrina)
- Dionisio Bardaxí y Azara (27 settembre 1822 - 3 dicembre 1826 deceduto)
- Ignazio Nasalli-Ratti (17 settembre 1827 - 2 dicembre 1831 deceduto)
- Filippo Giudice Caracciolo, Orat. (30 settembre 1833 - 29 gennaio 1844 deceduto)
  - Titolo vacante (1844 - 1846)
- Hugues-Robert-Jean-Charles de La Tour d'Auvergne-Lauraquais (16 aprile 1846 - 20 luglio 1851 deceduto)
- Girolamo d'Andrea (18 marzo 1852 - 28 settembre 1860 nominato cardinale vescovo di Sabina); in commendam (28 settembre 1860 - 14 maggio 1868 deceduto)
- Lorenzo Barili (24 settembre 1868 - 8 marzo 1875 deceduto)
- Pietro Gianelli (31 marzo 1875 - 5 novembre 1881 deceduto)
- Charles-Martial-Allemand Lavigerie (3 luglio 1882 - 26 novembre 1892 deceduto)
- Georg von Kopp (19 gennaio 1893 - 4 marzo 1914 deceduto)
- Károly Hornig (28 maggio 1914 - 9 febbraio 1917 deceduto)
  - Titolo vacante (1917 - 1919)
- Adolf Bertram (18 dicembre 1919 - 6 luglio 1945 deceduto)
- Samuel Alphonsius Stritch (22 febbraio 1946 - 27 maggio 1958 deceduto)
- Carlo Confalonieri (18 dicembre 1958 - 15 marzo 1972 nominato cardinale vescovo di Palestrina)
- Louis-Jean-Frédéric Guyot (5 marzo 1973 - 1º agosto 1988 deceduto)
  - Titolo vacante (1988 - 1991)
- Camillo Ruini, dal 28 giugno 1991